# Spækhugger (sejlbåd)
 For alternative betydninger, se Spækhugger. (Se også artikler, som begynder med Spækhugger)
Spækhuggeren er en 24 fods entype sejlbåd (knap 7,5 m), der blev designet af Peter Bruun sidst i 60'erne og sat i produktion i 1970. Den blev en populær lystbåd[kilde mangler] og kendt som en hurtigsejlende båd,[kilde mangler] der kunne bruges både til kapsejlads og familietur. Der blev produceret over 300 både indtil sidst i 1980'erne. Omkring år 2008 er produktionen genoptaget af Peter Bruun.
Spækhuggeren er formet efter Utzons 30 kvadratmeter spidsgatter, men har i modsætning til denne finnekøl, hvilket øger manøvredygtigheden. Endvidere er spækhuggeren - som en af de første masseproducerede danske lystfartøjer - bygget i glasfiber. 
Spækhuggeren tilhører gruppen af spidsgattede både. Denne typiske danske skrogform genfindes bl.a. i Lynæsjollen og vikingeskibene.
I forhold til moderne både med tilsvarende længde er spækhuggeren en forholdsvis tung båd; 2.280 kg. Den tunge køl - der udgør 60 procent af bådens vægt - sikrer en høj krængningsstabilitet og bløde bevægelser i vandet. For at kompensere for den høje vægt, er spækhuggeren udstyret med en sejloverflade på godt 40 m² fraregnet spileren. Denne forholdsvis store sejloverflade bidrager til at gøre spækhuggeren til en hurtig båd i let vind. 
Spækhuggeren er en af de mest benyttede kapbåde i Danmark[kilde mangler] og har opnået ry for at være et alsidigt fartøj.[kilde mangler] Båden kan ikke plane, hvorfor dens hastighed gennem vandet er begrænset til godt 6 knob (omtrent 11 km/t), dog med undtagelser under perfekte forhold hvor tophastigheden kan nå op til 10 knob.[kilde mangler]
Spækhuggeren blev godkendt som national entypebåd af Dansk Sejlunion i 1989 og der sejles DM i klassen hvert år. Den første Spækhugger der blev bygget indgår i den sejlende flåde på Danmarks Museum for Lystsejlads i Svendborg.